# Alexandre Pato
Alexandre Rodrigues da Silva (Pato Branco, Brasil, 2 de setembre de 1989), més conegut com a Alexandre Pato o simplement Pato, és un futbolista professional brasiler que actualment juga de davanter al Tianjin Quanjian xinès. Pato també juga per la selecció del Brasil des del 2008. El seu lloc natural és davanter centre.

## Internacional
L'any 2007 va guanyar el Campionat Sud-americà de futbol amb la selecció Sub-20, en el qual va marcar 5 gols. El 2009 va ser guardonat amb el Premi Golden Boy, que és atorgat al millor futbolista mundial menor de 21 anys.